# Marineopstand (Brazilië)

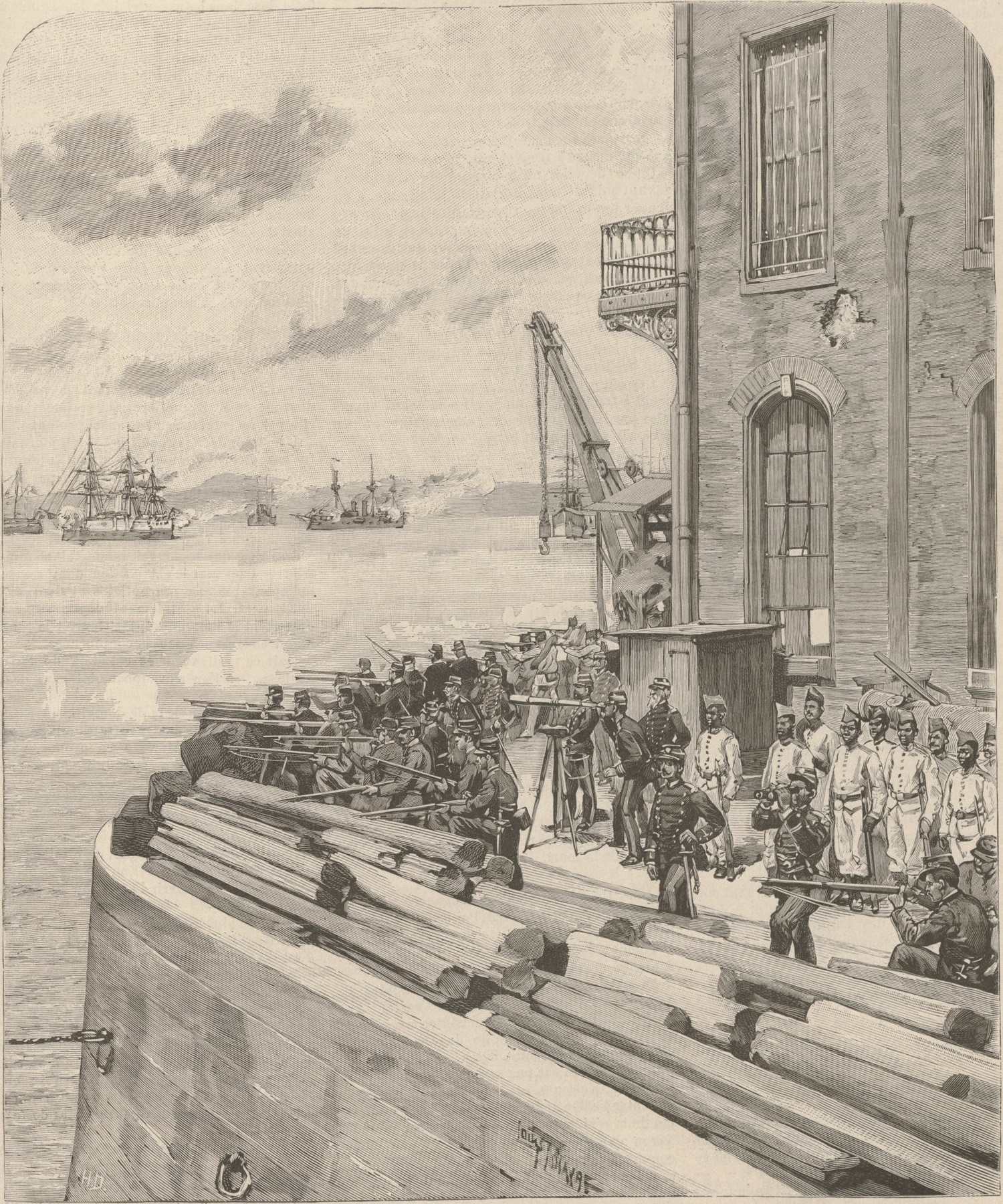
Marineopstand (Le Monde Illustré, 1894).

De Marineopstanden (Portugees: Revolta da Armada) waren twee opstanden in de jaren 1890 gericht tegen de Braziliaanse regering. De opstanden werden geleid door marineofficieren.

## Eerste Marineopstand
De Eerste Marineopstand (Primeira Revolta da Armada) vond plaats in november 1891. Aanleiding voor de opstand was het handelen van de president, maarschalk Manuel Deodoro da Fonseca, die op 3 november 1891 het Nationaal Congres (Braziliaans parlement) ontbond en de staat van beleg afkondigde. President Da Fonseca werd de de facto dictator van Brazilië. Marineofficieren onder admiraal Custódio de Melo begonnen samen te zweren tegen de president en dreigden met militair geweld tegen de president wanneer deze niet zou aftreden. De president gaf op 23 november de opdracht om de samenzweerders te arresteren, maar admiraal De Melo wist te ontkomen en nam toevlucht op het slagschip Riachuelo waarna nog meer marineofficieren zich bij opstand aansloten. De Melo dreigde Rio de Janeiro te bombarderen. President Da Fonseca vreesde een burgeroorlog en trad af.

## Tweede Marineopstand

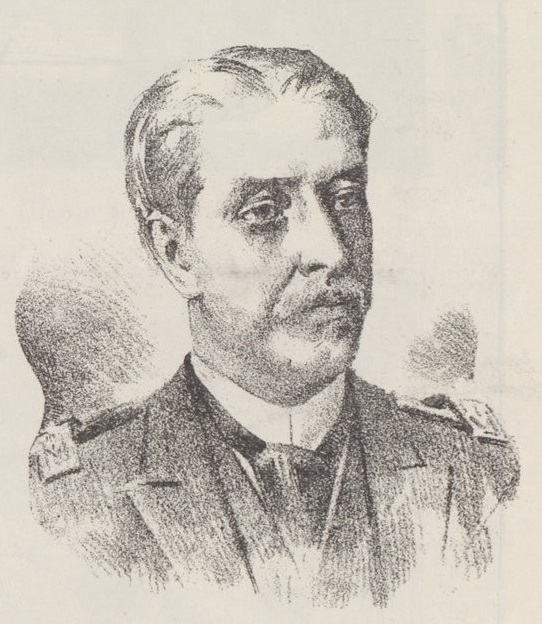
Admiraal Eduardo Wandenkolk (1838-1902)

Na het aftreden van Da Fonseca werd maarschalk Floriano Peixoto president (23 november 1891). Hij sympathiseerde met de opstandelingen en benoemde admiraal Custódio de Melo tot minister van Marine en een andere samenzweerder, generaal José Simeão de Oliveira tot minister van Oorlog. De Melo verkreeg echter steeds meer macht en de relatie tussen de president en minister verslechterde. Andere officieren betwijfelden of president Floriano wel recht had om president te mogen zijn. Hij was weliswaar vicepresident onder Da Fonseca, maar mocht het presidentschap pas overnemen wanneer zijn voorganger er de helft van zijn ambtstermijn had opzitten. Da Fonseca was pas negen maanden president. In maart 1892 overhandigden ontevreden officieren de president een manifest en vroegen hem nieuwe verkiezingen uit te schrijven. Floriano weigerde. 
In april 1893 stapte De Melo uit de regering en brak volledig met de president. President Floriano vroeg de alom gerespecteerde admiraal Saldanha da Gama om De Melo op te volgen als minister van Oorlog, maar deze zag hiervan af. Enige tijd later deden federalistische ballingen (zie: Federalistische Revolte) vanuit Uruguay een inval in Brazilië. Elders in het land braken opstanden uit. 

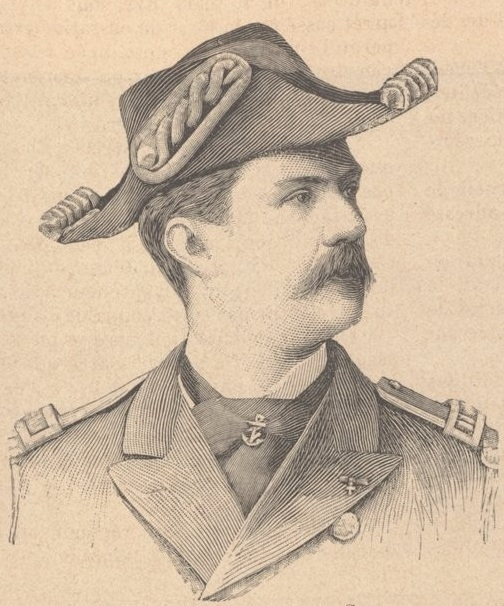
Admiraal Luís Filipe de Saldanha da Gama (1846-1895)

Op 6 september 1893 kwamen marineofficieren onder de admiraals Custódio de Melo, Eduardo Wandenkolk en Saldanha da Gama in opstand tegen president Floriano. De Tweede Marineopstand (Segunda Revolta da Armada) was begonnen. De marineofficieren die zich meester hadden gemaakt van enkele marineschepen, eisten het aftreden van Floriano en het uitschrijven van nieuwe verkiezingen. Om hun eisen kracht bij te zetten dreigden de opstandige officieren met de beschieting van Rio de Janeiro. Custódio de Melo verwachtte dat Floriano zou aftreden – net als Da Fonseca twee jaar eerder – zonder dat er bloed hoefde te vloeien. Marineschepen uit de Verenigde Staten en uit Europese landen zorgden ervoor dat de schepen van de opstandige officieren de hoofdstad niet konden beschieten. Aan de regering loyale marineschepen arriveerden op 14 maart 1894 bij de haven van Rio de Janeiro en maakten een einde aan de opstand. In de tussentijd was Custódio de Melo al met enkele schepen naar de deelstaat Paraná gevaren en had zich aangesloten bij de federalistische rebellen. De Melo en de rebellen waren van plan de deelstaat São Paulo binnen te vallen, maar zagen hiervan af toen De Melo het bericht bereikte dat de opstand in de haven van Rio de Janeiro was beëindigd en Saldanha da Gama zich had teruggetrokken. De Melo besloot de strijd echter voort te zetten, maar in april 1894 werd zijn vlaggenschip tot zinken gebracht. De Melo gaf daarop de overige schepen die onder zijn commando stonden, opdracht om naar Buenos Aires te varen. In Argentinië verkregen de opstandelingen politiek asiel.

## Naspel

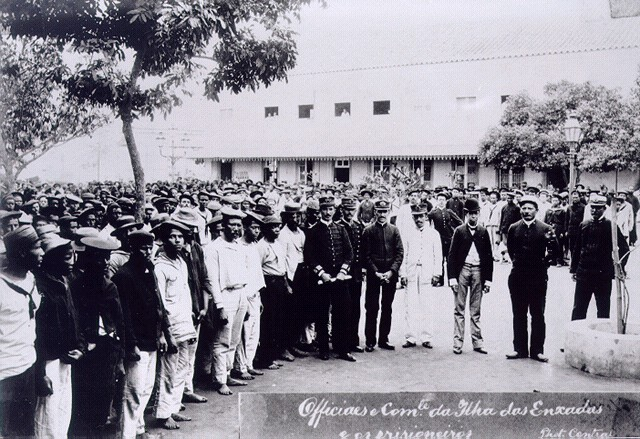
Krijgsgevangen rebellen in Rio de Janeiro (1893/94)

In maart/april 1894 kwam er formeel een einde aan de Marineopstand, maar er waren nog steeds haarden van verzet in Brazilië.
Admiraal Saldanha da Gama, die in maart 1894 wist te ontkomen, kwam op 24 juni 1895 om het leven tijdens de laatste slag van de federalisten tegen het regeringsleger in Campo Osório, deelstaat Rio Grande do Sul. 
Admiraal Wandenkolk was reeds in maart 1894 gevangengenomen en zat één jaar gevangenisstraf uit in een fort van Santa Cruz (gemeente Niterói). Na zijn vrijlating hervatte hij zijn activiteiten in de Senaat. Later werd hij chef van de generale staf (1900). Hij overleed in 1902.